# Popiće
Popiće (cyr. Попиће) – wieś w Serbii, w okręgu raskim, w gminie Tutin. W 2011 roku liczyła 286 mieszkańców.